# John Prince-Smith

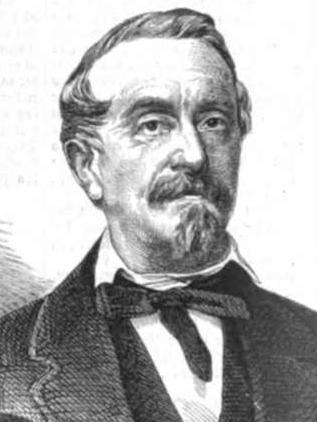
John Prince-Smith (1862)

John Prince-Smith, född 1809 i London, död 3 februari 1874 i Berlin, var en engelsk-tysk nationalekonom.
Prince-Smith tillbringade sin ungdom i Guyana, där hans far var brittisk civilguvernör, drogs sedermera av Richard Cobden in i frihandelsrörelsen och hängav sig ivrigt åt nationalekonomiska studier. Han blev på 1830-talet lärare i engelska i Elbing, men flyttade till Berlin, där han i tidningar och ströskrifter förfäktade frihandelsidén samt blev grundläggare och under lång tid ledare av tyska frihandelspartiet. Prince-Smith var länge ordförande i Volkswirtschaftliche Gesellschaft och medlem av Cobdenklubben. 
Prince-Smith var en briljant stilist och en svuren anhängare av den klassiska nationalekonomiska skolans frihandelslära, som denna framställts av skolans grundläggare samt sedermera utvecklades och populariserades av Cobden och Frédéric Bastiat; på samma gång var han den utpräglade ekonomiska individualismens förespråkare, som ej vill ge staten annan makt över den fria konkurrensen än att vara vakthållare mot våldsamhet och bedrägeri. Prince-Smiths Gesammelte Schriften utgavs i tre band 1877-80.